# Hakea archaeoides
Hakea archaeoides är en tvåhjärtbladig växtart som beskrevs av W. R. Baker. Hakea archaeoides ingår i släktet Hakea och familjen Proteaceae. Inga underarter finns listade i Catalogue of Life.